# Fiscus (Iowa)
Fiscus es una comunidad no incorporada en el condado de Audubon, Iowa, Estados Unidos.

## Historia
Se estableció una oficina de correos en Fiscus en 1889 y permaneció en funcionamiento hasta que se suspendió en 1903. Adam Cain Fiscus era el ministro de la Iglesia de Cristo de Fiscus.
La población de Fiscus era de 12 en 1925.